# Мирнівська сільська рада (Благоварський район)
Ми́рнівська сільська рада (рос. Мирновский сельский совет) — муніципальне утворення у складі Благоварського району Башкортостану, Росія. Адміністративний центр — село Мирний.

## Населення
Населення — 1265 осіб (2019, 1243 у 2010, 1272 у 2002).

## Склад
До складу поселення входять такі населені пункти:
| Населений пункт          | Населення, осіб (2002) | Населення, осіб (2010) |
| ------------------------ | ---------------------- | ---------------------- |
| Мирний, село             | 1042                   | 1067                   |
| Новоконстантиновка, село | 230                    | 176                    |